# Ipolytölgyes
Ipolytölgyes (szlovákul: Teldeš) község Pest vármegyében, a Szobi járásban.

## Fekvése
Ipolytölgyes az Ipoly bal partján fekszik, a Börzsöny nyugati lábánál, Ipolykiskeszivel szemben. A falutól északra ömlik a Ganádi-patak (más néven Cserge-patak) az Ipolyba. A község területének csaknem fele a Duna–Ipoly Nemzeti Park része.

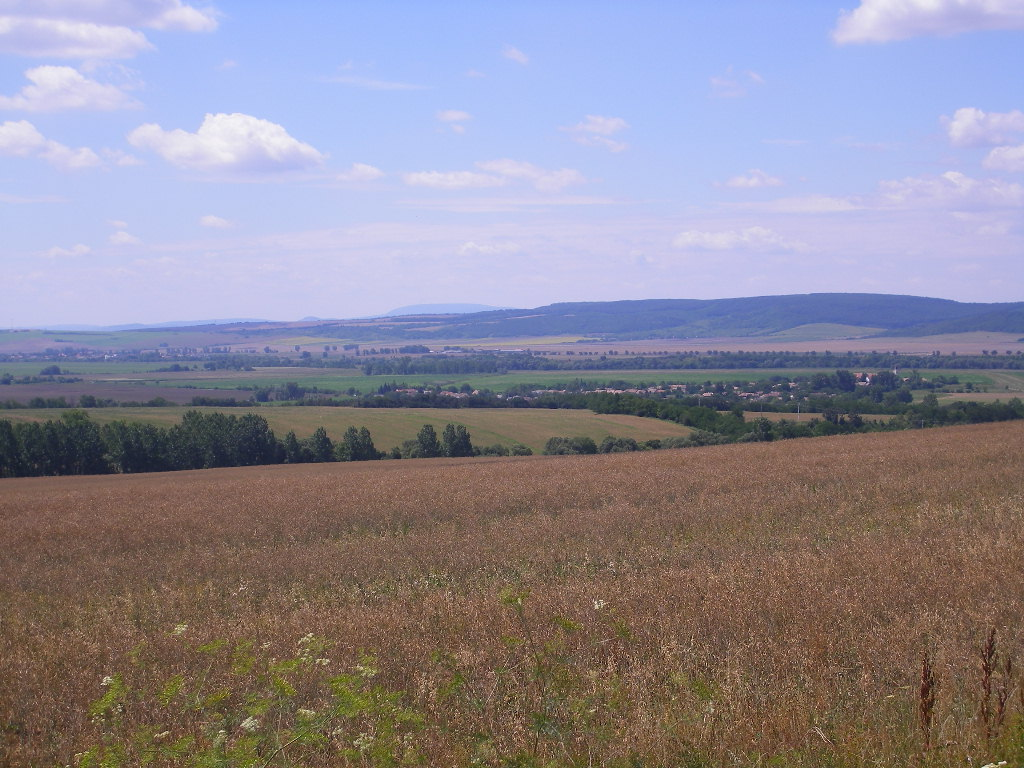
A táj Ganádpuszta felől Ipolytölgyes (dél) felé

Északról és északkeletről Nagybörzsöny, délről Letkés, nyugatról Ipolykiskeszi, délnyugatról pedig Ipolyszalka községekkel határos. Nyugati határát (mely egyben államhatár is Szlovákia felé) az Ipoly, déli határát a Nyerges-patak alkotja. Keleten területe benyúlik a Börzsöny erdei közé és egészen az 522 méter magas Kis-Koppányig terjed.
Ipolytölgyesen keresztülhalad az Ipoly völgyében haladó, Szobot (14 kilométer) Parassapusztával összekötő 1201-es út.
A község teljes lakossága a központi belterületen lakik, a 2001-es népszámláláskor a következő lakatlan külterületek tartoztak hozzá: Csergemalom, Erdészlak, Gátőrház, Malom, Pincékalja.
Egyéb hely és dűlőnevek a község területén: Bánya-hegy, Bánya-patak, Bizmet-rét, Egyegmalom, Gömbölyű-kő, Homoki dűlő, Hosszú-patak, Kereszt-völgy, Kis-Hegyes, Kis-Koppány, Malom-szög, Második irtvány, Meleg-oldal, Ököraszaló, Öreg-hegy, Róth-erdő,  Róth-hegy, Sas-hegy, Ság-oldal.

## Története
A falu már a középkorban is létezett, a mai helyétől mintegy 2 kilométerre feküdt a mai Szentmártoni-dűlőben. Az itt feltárt Árpád-kori falu temploma a 13. század második felében épült. Oklevelek 1225-ben említik először Ság néven (a Ság szó dombot, erdős magaslatot jelentett). A középkori falu nevét őrzi a Ság-oldal dűlőnév.

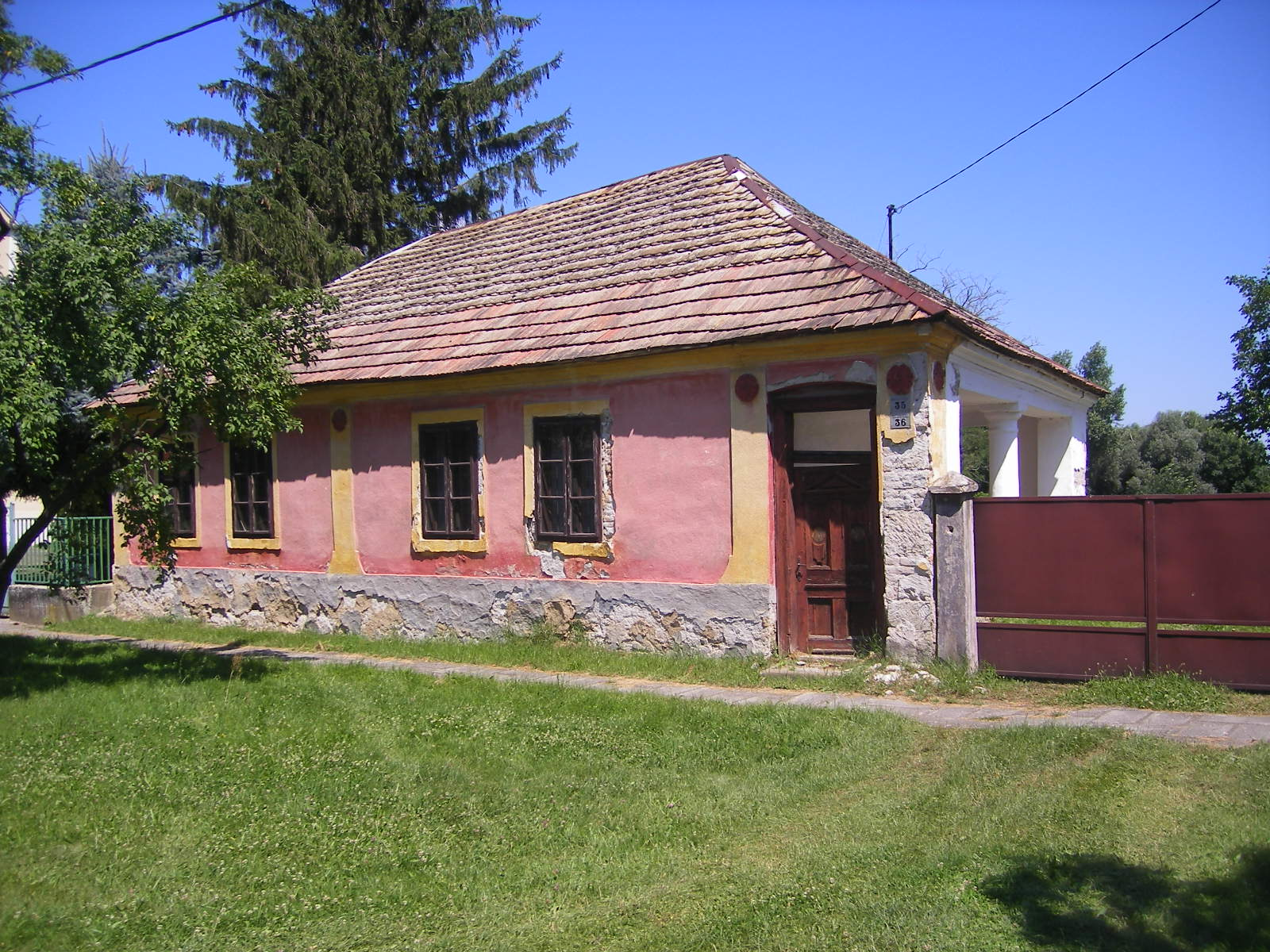
Műemléki védettségű tradicionális parasztház

A mai helyére valószínűleg a tatárjárás után költözött át a falu. A 16. században épült fel új temploma (a mai templom helyén). A sík területeken gabonaféléket, a domboldalakon pedig szőlőt termesztettek. Az állattenyésztésben kiemelkedő jelentőségű volt a sertéstartás, mivel a falut körülvevő hatalmas tölgyerdőkben lehetőség nyílt makkoltatásra. Az Ipolyon malom őrölte a gabonát.
1908. január 1-jén a falu nevét hatósági úton Tölgyesről Ipolytölgyesre változtatták.
1920-ban 588 lakosa volt. A trianoni békeszerződéssel határfaluvá vált és ez jelentősen visszavetette a fejlődésben.
Ipolytölgyes évszázadokon át Hont vármegyéhez tartozott, az 1950-es megyerendezéskor csatolták Pest megyéhez.
1970-ben egyesült a letkési és az ipolytölgyesi termelőszövetkezet letkési székhellyel, majd a következő évben megalakult a két község közös tanácsa Letkésen. 1986-ban nyitották meg Ipolytölgyesen az országos jelentőségű Egészségügyi Gyermekotthont.
1990-ben 402 lakosa volt.
2002-ben épült fel az új községháza épülete, melyben a könyvtár is működik.

## Közélete

### Az önkormányzat működése

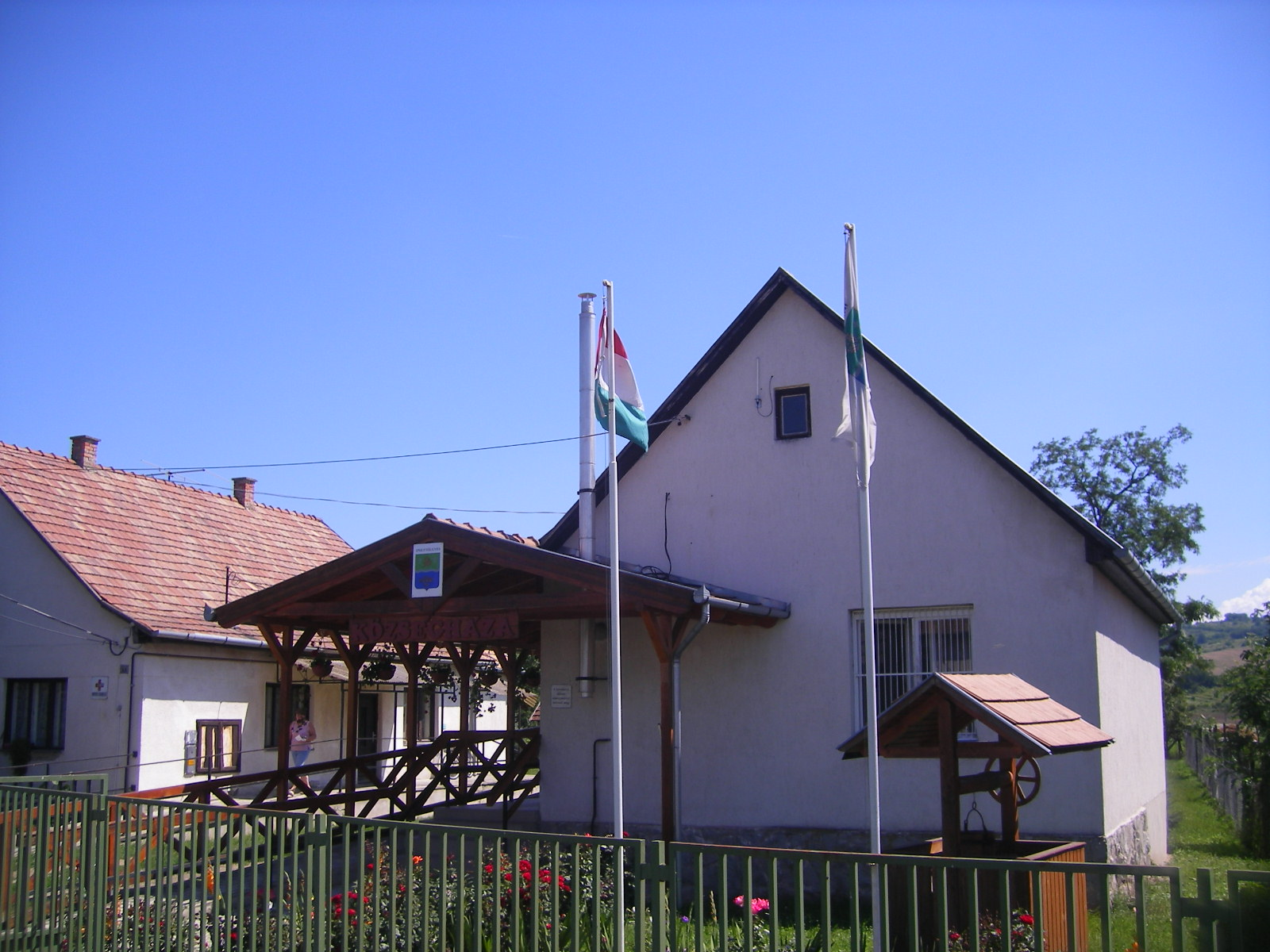
A községháza

A Letkés-Ipolytölgyes községi közös tanács megszűnésével 1992-ben alakult meg Ipolytölgyes önálló önkormányzata. A községi képviselő-testület 6 tagú, a polgármester és az alpolgármester mellett 4 tagja van és két bizottságot működtet. 2001. január 1. óta Ipolytölgyes és Perőcsény közös körjegyzőséget tart fenn. 1999 óta havonta megjelenik a Tölgyesi Hírmondó községi lap. Évente két falugyűlést tartanak.
Ipolytölgyes tagja az 1997-ben létesített Ipolymenti Kistérségi Társulásnak, valamint az 1999-ben alapított Ipoly Uniónak.

### Címere
A község címere csücskös talpú címerpajzs, középen ezüst színű hullámos csík osztja ketté, mely az Ipolyt jelképezi. Felső mezője zöld színű, melyben középen aranyszínű tölgyfalevelek, két oldalán pedig egy-egy ezüst színű latin kereszt található. A címerpajzs alsó mezője kék színű, melyben az alsó csücskéből kinövő aranyszínű három gabonakalász látható. A község zászlaja egyszínű fehér, közepén a címerrel.

### Polgármesterei
- 1990–1994: Nagy Nándor (független)[11]
- 1994–1998: Nagy Nándor (független)[12]
- 1998–2002: Dudás Nándor (független)[13]
- 2002–2006: Dudás Nándor (független)[14]
- 2006–2010: Dudás Nándor (független)[15]
- 2010–2014: Kanizsay Zoltán (független)[16]
- 2014–2019: Radnai Bertalan (független)[17]
- 2019–2024: Radnai Bertalan (független)[18]
- 2024– : Kissné Staud Hajnalka (független)[1]

## Gazdaság
Ipolytölgyes határában, az Ipoly menti síkföldeken gabona-, kukorica-, napraforgó-, repce- és mustártermesztés folyik. A Börzsöny lejtőin bogyós gyümölcsöket és szőlőt termesztenek.

## Népesség
A település népességének változása:
| Lakosok száma | 417  | 418  | 416  | 397  | 362  | 384  | 380  |
|               | 2013 | 2014 | 2018 | 2021 | 2022 | 2023 | 2024 |

A 2001-es népszámláláskor a község lakónépessége 436 fő volt, lakásainak száma pedig 129. A népesség 99,8%-a volt magyar nemzetiségű; 93,7%-a római katolikus, 2%-a pedig református vallású.
A 2011-es népszámlálás során a lakosok 96,8%-a magyarnak, 2,7% cigánynak, 1% németnek, 2,4% románnak, 1% szlováknak mondta magát (3,2% nem nyilatkozott; a kettős identitások miatt a végösszeg nagyobb lehet 100%-nál). A vallási megoszlás a következő volt: római katolikus 79,6%, református 2,9%, evangélikus 0,7%, felekezeten kívüli 6,8% (9,5% nem nyilatkozott).
2022-ben a lakosság 92,8%-a vallotta magát magyarnak, 0,8% cigánynak, 0,8% németnek, 0,6% szlováknak, 1,1% egyéb, nem hazai nemzetiségűnek (7,2% nem nyilatkozott; a kettős identitások miatt a végösszeg nagyobb lehet 100%-nál). Vallásuk szerint 69,9% volt római katolikus, 1,9% református, 0,8% evangélikus, 0,6% görög katolikus, 0,3% egyéb keresztény, 1,7% egyéb katolikus, 3% felekezeten kívüli (21,8% nem válaszolt).

## Nevezetességei
- A Szentléleknek szentelt római katolikus temploma egy korábbi templom helyére épült 1794-ben, barokk stílusban. Kertjében 1801-ben állított barokk feszület található.[21]
- Nepomuki Szent János szobra a 18. század második felében készült, eredetileg a templom előtt állt. 2007-ben helyreállították és a községközpontban kialakított parkban helyezték el.
- Szent Vendel szobrát (Petőfi utca) a község emeltette egy szarvasmarhavész után. Eredetileg kint állt a határban (Csapás dűlő).
- A két világháború áldozatainak emlékműve
- Út menti feszület

## Itt születtek, itt éltek
- Itt született 1846. szeptember 28-án Ormándy Miklós természetrajzi író, piarista tanár.